# Pyramid Trough
Pyramid Trough är en dal i Antarktis. Den ligger i Östantarktis. Nya Zeeland gör anspråk på området.